# Список переименованных населённых пунктов Удмуртии
В данном списке приведены населённые пункты, расположенные согласно современному административно-территориальному делению в Удмуртии, название которых изменялось.

## И
- Ижевский Завод → Ижевск (1918) → Устинов (1984) → Ижевск (1987) [1]

## К
- Старый Мултан → Короленко (сельский населённый пункт)[2]
- Святогорское → Барышниово → Красногорское (сельский населённый пункт)[3]

## М
- Сюгинский → Красный (1926, город) → Можга[4]

## Н
- Новопольский → Новопольск[5] (сельский населённый пункт)
- Новотроицкий → Новотроицк[5] (сельский населённый пункт)

## Источник
- Е. М. Поспелов. Имена городов: вчера и сегодня (1917—1992): Топонимический словарь. — Москва: Русские словари, 1993. — 249 с.